# Espace Paris Plaine

L'Espace Paris Plaine est un théâtre parisien situé 13 rue du Général-Guillaumat dans un ensemble culturel et sportif entre la Porte Brancion et la Porte de la Plaine au bord du périphérique dans le 15e arrondissement  de Paris.
Cette construction de la Ville de Paris achevée en 1972 associe le béton architectonique, les céramiques et le verre. La capacité de la salle de spectacles à l'italienne est de 280 places.
Depuis son ouverture en 1973, le théâtre de la Plaine aujourd'hui Espace Paris Plaine, propose une saison Jeune public. Cécile Reiff Junqua dirige cette ancienne salle d'arrondissement réputée dans les années 1970, avec une programmation mêlant selon les années théâtre, théâtre de marionnettes, comédies musicales, cirque et chanson. 
En 1980, le théâtre devient un théâtre d'arrondissement dirigé par Régis Santon.

## Historique
- 1973 : Léonce et Léna de Georg Büchner
- 1974 : Baal de Bertolt Brecht, mise en scène François Joxe
- 1975 : Hinkemann de Ernst Toller, mise en scène François Joxe
- 1975 : Hamlet de William Shakespeare, mise en scène Denis Llorca
- 1975 : Lorenzaccio d'Alfred de Musset, mise en scène Jean-François Timmerman
- 1975 : Les Caprices de Marianne d'Alfred de Musset, mise en scène Jean-François Timmerman
- 1976 : Rosencrantz et Guildenstern sont morts de Tom Stoppard, mise en scène Jean-François Prévand
- 1977 : Hier dans la nuit de Zelda "art drama-danse" de Denis Llorca, mise en scène Serge Keuten, Denis Llorca
- 1978 : Néfertiti d'Andrée Chédid
- 1978 : La Vie privée de la race supérieure de Bertolt Brecht
- 1981 : Le Cavalier seul de Jacques Audiberti, mise en scène Jean-Claude Amyl
- 1981 : Molière mort ou vif de Jean-François Prévand, mise en scène Sarah Sanders
- 1982 : Erzselh Bathory de Jean-Luc Jeener
- 1983 : Le Dîner bourgeois de Henri Monnier, mise en scène Laurent Pelly
- 1984 : Chambres calmes vue sur la mer de Michel Jourdheuil, mise en scène Laurent Pelly
- 1985 : La Charette des caymans d'après Ruzzante, mise en scène Roger Cornillac
- 1987 : Images de Mussolini en hiver d'Armando Llamas, mise en scène Stéphanie Loïk
- 1987 : La Chasse aux corbeaux d'Eugène Labiche, mise en scène Régis Santon
- 1989 : La Cage d'après Franz Kafka
- 1989 : Le Foyer d'Octave Mirbeau, mise en scène Régis Santon
- 1989 : Imbroglio de Guy Pannequin et Bernard Benech
- 1990 : Macbeth de William Shakespeare, mise en scène Régis Santon
- 1991 : Le Cimetière des éléphants de Jean-Paul Daumas, mise en scène Gilles Guillot
- 1992 : Sur le dos d'un éléphant de Thomas Le Douarec
- 1996 : Les Caprices de Marianne d'Alfred de Musset, mise en scène Jean-Paul Rouve